# Wien (пароплав)
Wien (укр. Відень) — пасажирський пароплав найбільшої австрійської і середземноморської компанії Österreichischer Lloyd*. На час спуску на воду 1911 був найбільшим і найпотужнішим кораблем Австро-Угорської імперії. Незабаром його перевершив пароплав Kaiser Franz Joseph I. Затонув 1918 у гавані Пули. Був піднятий і використовувався до 1949-х років. Переобладнаний на шпитальний корабель в час Другої світової війни. Затонув 14 березня 1941 на стоянці у Вльора після атаки британськими торпедоносцями.

## Історія
Пароплав «Wien» заклали 25 листопада 1909 на корабельні Lloyd Austriaco Трієсту і 28 серпня 1911 передали замовнику. 19 січня 1912 передали другий однотипний пароплав «Helouan», який затонув 12 серпня 1937 у гавані Неаполя внаслідок пожежі. В час Першої світової війни обидва пароплави були переобладнали на шпитальні кораблі Червоного Хреста.
Обидва пароплави використовували для перевезення пасажирів до Александрії, тоді найбільш навантаженій лінії Середземного моря. Рейс тривав три дні. Велика увага надавалась безпеці пасажирів і Lloyd Austriaco займала провідні позиції на даному напрямку.

### Використання
З початком Першої світової війни пароплави перестали здійснювати свої рейси і 16 лютого 1916 «Wien» переобладнали на шпитальні кораблі. Вже 29 червня його поставили на ремонт через пошкодження гвинта. З 17 грудня 1917 пароплав повернули до флоту як плавучу казарму екіпажів підводних човнів у Пулі. Крім того тут обладнали спостережний пункт німецької радіотехнічної розвідки для контролю центральної і західної частин Середземного моря.
У ніч на 1 листопада 1918 італійські бойові плавці підірвали флагман SMS Viribus Unitis у гавані Пули. Від вибуху «Wien» сів на ґрунт гавані. Можливо, що корабель підірвала італійська міна, чи німецькі моряки заради знищення свого устаткування.
Після завершення війни було утворено 1921 італійську компанію Lloyd Triestino, як правонаступника Österreichischen Lloyd. Піднятий пароплав перейменували на «Vienna» і використовували на рейсах до Азії. 1935 перейменували на «Po» (укр. По).
З початком Другої світової війни і вступом до неї Італії «Po» 10 червня 1940 був перейнятий військом і з 21 листопада 1940 перетворений на шпитальний корабель. Він здійснив 14 рейсів і перевіз 6600 поранених солдат з Греції, Лівії.

### Затоплення
У березні 1941 «Po» разом з кораблями італійського флоту (італ. Regia Marina) стояв на якорі у албанському порті Вльора. Згідно міжнародних вимог він був помальований у біло-червоні барви з великими червоними хрестами, ніс освітлення у нічний час. Медсестрою на ньому працювала Ада Чіано — донька Беніто Муссоліні, дружина Галеаццо Чіано.
У ніч на 14 березня 1941 на порт здійснили напад британські торпедоносці Fairey Swordfish з 815 повіряної ескадрильї Повітряних сил ВМФ Великої Британії (англ. Fleet Air Arm (FAA)), що базувались у грецькій периферії Епір. До сьогодні точаться суперечки, чи могли вони побачити санітарний корабель. На момент нападу на кораблі не було поранених. Загинуло 3 медсестри, а решта самостійно пливла до берега.
Торпедоносцями командував лейтенант Чарльз Ламб, який скинув торпеду. Іншу скинув лейтенант Майкл Торренс-Спенс. Решта літаків з торпедами повернулась на базу. Було затоплено шпитальний корабель «Ро» і пароплав «Santa Maria».
Затоплення шпитального корабля італійська і німецька пропаганда використовувала за приклад порушення Британією міжнародного гуманітарного права.